# 이타가역
이타가역(일본어: 板荷駅)은 일본 도치기현 가누마시에 있는 도부 철도 닛코 선의 역이다. 역 번호는 TN 20이다.

## 역사
- 1929년 7월 7일: 영업 개시.
- 2006년: 승강장 유효 길이를 6량 편성 대응에 연장되어 1면 2선화의 구조가 됨.
- 2012년
  - 3월 17일: TN 20의 역 번호 도입.
  - 10월: 자동 매표기 철거.

## 역 구조
섬식 승강장 1면 2선의 지상역이다. 과거에는 밖에 통과선이 있고 우등 열차를 대피할 수 있는 구조로 하행 대피선에서 상행 대피선에 입선할 수도 있었지만 2006년 승강장 유효 길이를 4량 편성 대응에서 6량 편성 대응에 연장되어 대피선을 보완하는 형태로 연장되면서 승강장의 폭은 훨씬 넓어졌다. 또한, 도부 철도 닛코 방향의 상행 대피선에는 인입선이 있었다. 역사는 선로의 동쪽에 있고 승강장은
과선교에서 연결된다.
2012년 이전에는 자동 매표기가 설치되어 있었으나, 지금은 철거되었으며 표는 역무원으로부터 직접 구입해야 한다. 입장권은 경질권식의 것으로 판매되고 있다. 영업 시간은 9:00 ~ 12:00, 13:00 ~ 16:15이다. 시간 외에는 승하차차 역증을 발권하고 차장에서 구입하면, 도착역에서 정산한다.

### 승강장
| 번호 | 노선    | 방향 | 행선                                                                                      |
| ---- | ------- | ---- | ----------------------------------------------------------------------------------------- |
| 1    | 닛코 선 | 상행 | 신토치기・도부 도부쓰코엔・ 도부 스카이트리 라인 기타센주・도쿄 스카이트리・아사쿠사 방면 |
| 2    | 닛코 선 | 하행 | 시모이마이치・도부 닛코・ 기누가와 선 기누가와온센 방면                                   |

## 역 주변
역은 가누마 시 이타가 지구(구, 이타가 마을)의 중심에서 남쪽으로 벗어난 위치에 있는 주변에 민가는 드물게 있다. 역전의 현도로 이타가타마다 선을 2km정도 북상하면 이타가 지구 중심부에 이른다.
- 가누마 시 이타가 커뮤니티 센터
- 가누마 시 이타가 중학교
- 가누마 시 이타가 초등학교
- 가누마 시 자연 체험 교류 센터

## 인접역
| 도부 철도 닛코 선                     | 도부 철도 닛코 선  | 도부 철도 닛코 선               |
| ------------------------------------- | ------------------ | ------------------------------- |
| TN 19 기타카누마 도부 도부쓰코엔 방면 | ■ 구간 급행 ■ 보통 | 시모고시로 TN 21 도부 닛코 방면 |